# 안테나

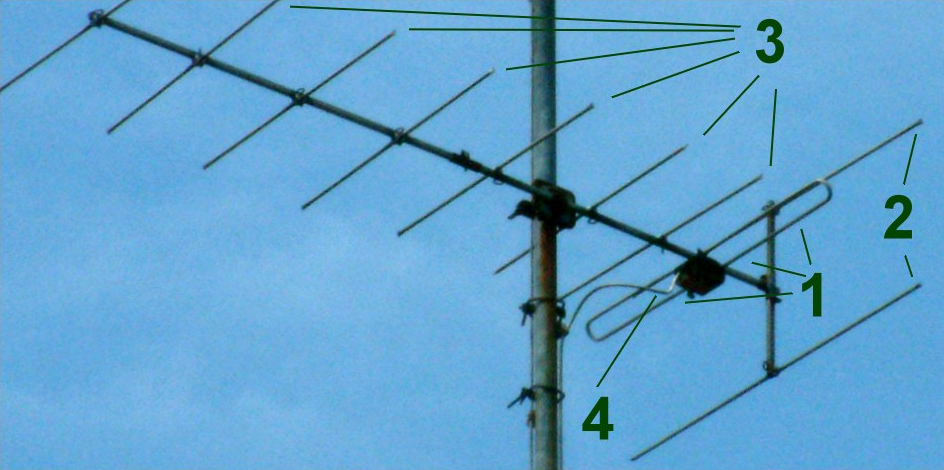

안테나(antenna)는 특정 영역대의 '전파를 송신 혹은 수신하기 위한 장치'이다. 안테나는 라디오 주파수대의 전기 신호를 전자기파로 바꾸어 발신하거나 그 반대로 전자기파를 전기 신호로 바꾸는 역할을 한다. 라디오나 텔레비전 등 방송과 전파를 이용한 무전기, 무선LAN 양방향 커뮤니케이션 장치 그리고 레이다와 우주 탐사용 전파망원경, 우주 탐사선 등에 널리 쓰이고 있다. 주로 지상 혹은 공중의 대기중이나 우주 공간에서 작동하며 물속이나 땅속에서는 작동에 제한을 받는다.
물리적으로 안테나는 어떤 전압이 변조된 전류와 함께 가해질때 발생하는 전자기장을 방사하는 전도체의 배열이다. 또는 전자기장의 영향에 의해 안테나 안에 유도되는 전류와 전압이 그 말단사이에서 발생하는 것을 말한다. 파라볼라 안테나나 혼 안테나같은 종류는 자유공간에 전도체를 배치하여 안테나 효과를 내기도 한다.

## 역사
1885년 토마스 에디슨에 의해 처음 안테나가 쓰였으며 특허를 받았다. 이후 1888년 하인리히 루돌프 헤르츠에 의해 사용되어 제임스 클럭 맥스웰이 예견한 전자기장을 증명하는 데 이용되었다. 헤르츠는 파라볼라형 반사체의 초점 위치에 다이폴 방사체를 설치하여 실험 하였다.
안테나(Antenna)란 용어가 쓰인 것은 1895년 굴리엘모 마르코니가 만든 무선 장치에 쓰이게 되면서부터였다. 스위스 알프스지역의 살반에서 마르코니는 초기 무선 장치 실험을 하였는데 그는 2.5미터길이의 다이폴 안테나를 이용하였으며 텐트의 지지대를 이탈리아어로 "l'antenna centrale"라고 하였다. 그의 안테나는 이 지지대 사이에 설치하여서 간단히 "l'antenna"라고 불렀는데 이후 그가 사용한 "Antenna"라는 용어가 널리 알려지게 되면서 현재와 같이 뜻이 굳혀졌다. 한편 "Aerial"이라는 용어도 쓰이는데 주로 고체의 정형화 되지 않은 형태나 그냥 선으로 된 안테나를 그렇게 부른다. 특히 영국식 영어에서는 안테나라는 뜻 대신으로 널리 쓰이기도 한다.

## 개요
안테나는 라디오, 텔레비전 등 방송, 무선통신 등을 위해 실용적 목적으로 널리 쓰이고 있다. 대부분의 안테나들은 사용하는 전파의 파장에 따라 그 길이가 정해진다. 가장 많이 쓰이는 형태 중 간단한 것은 전파 파장의 4분의 1크기의 전도체 막대이다. 이런 안테나는 무지향성이며 수신과 송신에 따른 제약이 없다. 다만 안테나 양 끝 방향으로의 수신이 되지 않는 음영지역이 있는 단점이 있다. 다른 안테나의 경우에는 전도체를 급전되는 방사체 주위에 적절히 배열하여 지향성을 가지게 하는 안테나가 있다. 이러한 추가적인 전도체 막대나 코일을 추가함으로써 전파의 지향성을 만들어 낼 수 있다. 이러한 지향성 안테나의 대표적인 것으로는 야기-우다 안테나가 있다. 또한 이러한 하나의 안테나를 여러 개 그룹으로 묶어 네트워크를 형성하여 쓰는 것도 가능하다. 이러한 지향성 안테나는 특정 방향으로만 송수신이 잘 되기 때문에 모터를 사용하여 회전시켜 사용하기도 한다.
상용 휴대전화에는 초기 모델부터 안테나가 달려있었고, 2002년까지 생산된 모든 휴대전화에는 안테나가 달려있었다. 2003년 3월 삼성전자에서 출시한 SPH-X8300이 안테나가 내장된 최초의 기종이었으며 이는 안테나폰이라는 명칭으로 불리게 된다. 이 후 2005년부터 모든 휴대전화에 안테나가 내장된 상태로 출시하게 되었다.

## 안테나의 종류

### 다이폴 안테나

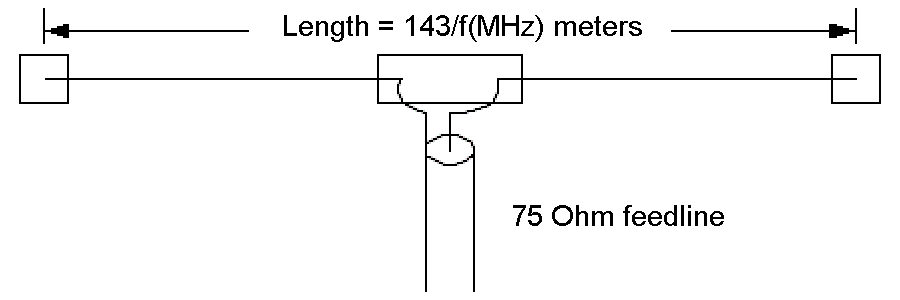
단파청취에 사용되는 반파장 다이폴 안테나

안테나의 이득이나 지향성 안테나의 지성향성을 규정하는 표준 안테나로 두개의 도체봉 가운데 급전선을 연결한 형태를 일컬어 말하며, 전파 파장(λ)[m]의{\displaystyle {\frac {1}{2}}} 길이의 도체봉을 전파가 송출되는 방향의 직각으로 설치하는 형태의 반파장 다이폴 안테나라고 부르며 일반적으로 단파, 초단파 대역에서 주로 사용한다.
특히 다이폴 안테나는 단일로 사용되는 것 보다 여러개의 배열로 안테나를 구성하는 것이 일반적이며, 흔히 주택의 옥상에 올려놓고 사용하는 TV수신용 안테나인 야기-우다 안테나는 여러개의 다이폴 안테나에 반사기와 도파기를 추가하여 변형한 안테나이다.

### 모노폴 안테나

다이폴 안테나처럼 직선 형태로 되어있고, 한쪽 도체 대신 접지로 설치된 안테나이다. 때문에 다이폴 안테나보다 짧은 ({\displaystyle l={\frac {\lambda }{4}}})의 길이만으로도 성능을 발휘하며 안테나의 길이가 짧고 무지향성 안테나이기 때문에 이동통신용 개인휴대 단말기나, FM라디오수신기 장비등에 많이 사용된다.

### 패치 안테나
마이크로스트립 안테나의 일종으로 스트립(strip)모양의 도체의 폭을 넓게 하여, 패치(기움 조각) 모양으로 한 도체를 안테나로 한다. 만들기 쉬운 것과 박형(薄形)이라고 하는 이점이 있지만, 주파수 대역(周波數帶域)이 좁은 것, 동손(銅損)이나 방사손(放射損)이 크다고 하는 성질도 있다.

### 헬리컬 안테나
헬리컬 안테나는 도체를 한 방향으로 마구 감은 형태이다. 소형 무전기(핸디)에 많이 사용된다.

## 같이 보기
- 전자기학
- 와이파이
- 위성 텔레비전
- MIMO